# Timothee Yap Jin Wei
Timothee Yap Jin Wei (* 5. Januar 1994 in Singapur) ist ein singapurischer Leichtathlet, der sich auf den Sprint spezialisiert hat.

## Sportliche Laufbahn
Erste internationale Erfahrungen sammelte Timothee Yap Jin Wei im Jahr 2011, als er bei den Jugendweltmeisterschaften nahe Lille im 400-Meter-Hürdenlauf mit 54,55 s in der ersten Runde ausschied und auch mit der singapurischen Sprintstaffel (1000 Meter) in 1:56,46 min nicht bis in das Finale gelangte. Anschließend nahm er im Hürdenlauf an den Südostasienspielen in Palembang teil, schied dort aber mit 55,51 s im Vorlauf aus. 2016 erhielt er eine Wildcard im 100-Meter-Lauf für die Olympischen Spiele in Rio de Janeiro, bei denen er die Vorausscheidung überstand und dann mit 10,79 s im siebten Vorlauf ausschied. 2017 wurde er bei den Asienmeisterschaften in Bhubaneswar über 100 Meter im Vorlauf disqualifiziert und schied mit der singapurischen 4-mal-100-Meter-Staffel mit 40,83 s ebenfalls in der Vorrunde aus. Daraufhin scheiterte er bei den Südostasienspielen in Kuala Lumpur in 10,79 s und 21,87 s über 100 und 200 Meter und belegte mit der Staffel in 40,93 s den sechsten Platz. Mit der Staffel nahm er auch an der Sommer-Universiade in Taipeh teil, wurde dort aber im Vorlauf disqualifiziert.
2019 erreichte er bei den Asienmeisterschaften in Doha im 200-Meter-Lauf das Halbfinale und schied dort mit 23,04 s aus. Anschließend nahm er erneut an den Studentenweltspielen in Neapel teil und schied dort über 100 Meter mit 10,97 s im Vorlauf aus, während er sein Rennen über 200 Meter nicht beenden konnte. Anfang Dezember wurde er bei den Südostasienspielen in Capas in 21,56 s Achter über 200 Meter und belegte mit der 4-mal-400-Meter-Staffel in 3:12,35 min den fünften Platz.

## Persönliche Bestleistungen
- 100 Meter: 10,62 s (+2,0 m/s), 19. Juni 2016 in Lissabon
  - 60 Meter (Halle): 6,99 s, 20. Dezember 2015 in Manchester
- 200 Meter: 21,55 s (+2,0 m/s), 23. April 2019 in Doha